# Jean-Léon Le Prevost
Jean-Léon Le Prevost (Caudebec-en-Caux, 10 août 1803 - Chaville, 30 octobre 1874) est un religieux catholique français, fondateur des Religieux de Saint Vincent de Paul. Il a été proclamé vénérable de l'Église catholique.

## Biographie

### Jeunesse
Jean-Léon Le Prevost naît en Normandie. Son père possède une petite entreprise de teinturerie avec une cinquantaine d'ouvriers. Sa mère meurt en avril 1804, laissant deux orphelins, Jean-Léon et sa sœur Marie-Françoise. Son père se remarie avec une femme pieuse, Rosalie Duchatard, qui élève ses beaux-enfants avec amour. Il entre à neuf ans au pensionnat de Bolbec, puis au collège royal de Rouen. Mais l'entreprise paternelle fait faillite et le père de Jean-Léon Prevost meurt désespéré en 1822. Le jeune homme laisse sa petite part d'héritage à sa sœur et part gagner sa vie comme professeur en Alsace, puis au collège de Lisieux, où il sent un premier appel au sacerdoce, suivi d'une crise religieuse. Il est engagé en 1825 à Paris comme secrétaire de Mgr Frayssinous, premier aumônier du roi. Le Prevost fréquente les théâtres et les cercles littéraires parisiens. Il rencontre même Victor Hugo, qui à l'époque était un fervent orléaniste. Mais c'est une rencontre avec un jeune étudiant, Victor Pavie, qui va orienter sa vie. Celui-ci avec d'autres étudiants et universitaires, tout aussi épris de littérature que Jean-Léon Le Prevost, va le remettre sur le chemin d'une foi plus profonde.
Il assiste aux sermons de Lacordaire, fréquente le comte de Montalembert, préoccupé de la question sociale d'un point de vue chrétien, et croise Frédéric Ozanam. 
Cependant, le 19 juin 1834, Jean-Léon Le Prevost épouse Mlle Aure de Laffond qui a quinze ans de plus que lui, ce qui provoque la perplexité de ses amis. Il explique qu'elle l'a soigné pendant une de ses dernières maladies. Recherche-t-il une seconde mère ? Toujours est-il que la vie à deux est fort difficile, d'autant que sa femme est névrosée et éloignée de la foi, mais s'en approchera à la fin de sa vie. Le couple doit vivre comme frère et sœur. Ses amis autour de Frédéric Ozanam l'invitent à participer à leurs premières conférences de Saint-Vincent-de-Paul, où il visite les taudis parisiens, à l'instar de Sœur Rosalie qu'il côtoie, ce qui va faire mûrir son caractère et approfondir ses dispositions.

### La question sociale et l'appel de la Charité
Il fonde avec Ozanam l'œuvre des orphelins qui éduque une vingtaine d'apprentis, lui-même y enseigne. C'est le noyau des futurs « patronages ». Monsieur Le Prevost devient vice-président du conseil général de la société de Saint Vincent de Paul en 1835, alors que les nouveaux membres affluent, puis laisse la place à Frédéric Ozanam.
C'est à cette époque qu'il tisse des liens d'amitié avec Maurice Maignen, lui aussi  préoccupé de la question sociale et de la réponse de l'Église, en ces débuts de révolution industrielle. Un commerçant angevin de trente ans, Clément Myionnet, fonde et anime une conférence à Angers et songe à fonder une congrégation masculine, sur le modèle des Filles de la Charité. Il rencontre Jean-Léon Le Prevost en 1844 à Paris.
Un an plus tard, Jean-Léon Le Prevost, Maurice Maignen et Clément Myionnet sont à genoux devant le reliquaire de saint Vincent de Paul, leur patron, pour fonder la nouvelle congrégation, dont l'unique frère est Clément Myionnet (Monsieur Le Prevost est retenu par les liens du mariage, et Maurice Maignen ne s'est pas encore décidé). L'évêque d'Angers, Mgr Angebault (directeur spirituel de Clément Myionnet), célèbre la messe. Le frère Clément Myionnet s'occupe de l'œuvre du patronage, aidé des deux cofondateurs.
Un an plus tard, Monsieur Le Prevost obtient le consentement de son épouse pour entrer dans la congrégation, après séparation de corps. Elle mourra quelques années plus tard réconciliée avec la foi. De plus, Monsieur Le Prevost démissionne en 1845 de son emploi de fonctionnaire aux cultes, obtenant une modeste pension. En septembre 1846, c'est au tour de Maurice Maignen de démissionner du ministère de la Guerre, et après un pèlerinage à Chartres il entre dans la congrégation, située dans les locaux du patronage, rue du Regard.
Un deuxième patronage est fondé à Grenelle, à la suite de la révolution de 1848. Un an plus tard, la communauté obtient la permission de garder le Saint-Sacrement et de faire célébrer la messe dans la petite chapelle du patronage de Grenelle. Il y a désormais quatre frères, avec l'arrivée d'un avocat, Louis Paillé. En 1850, l'arrivée de l'abbé Henri Planchat va leur permettre d'accueillir des prêtres et des frères. La congrégation s’appelle dès lors congrégation des religieux de Saint Vincent de Paul. Quatre religieux prononcent cette année-là leurs vœux perpétuels et trois autres leurs vœux temporaires. La communauté va s'étendre et s'affermir. Le patronage de la rue du Regard déménage auprès de l'église Notre-Dame-de-Nazareth. Il y a une centaine de jeunes ouvriers, deux cents apprentis et une cinquantaine de vieillards. Peu de temps après, un orphelinat est ouvert en proche banlieue avec une chapelle dédiée à Notre-Dame-de-la-Salette.

### Les dernières années
Jean-Léon Le Prevost est ordonné prêtre le 22 décembre 1860 à la chapelle de la Salette de Vaugirard. Il ira faire un pèlerinage à Notre-Dame de la Salette quelques années plus tard. En 1869, il envoie des frères animer des cercles spirituels auprès des zouaves pontificaux et se rend  prier à Rome au tombeau de saint Pierre. Il célèbre la messe dans les différentes basiliques et reçoit la communion des mains du bienheureux Pie IX, le Jeudi Saint. La guerre de 1870 provoque des souffrances avec la mise à sac de la maison de Chaville, et ensuite la Commune de Paris provoque des insurrections au cours desquelles l'abbé Planchat est pris en otage et fusillé par les communards, deux mois plus tard. Il meurt en 1874, entouré des siens. Ses funérailles sont suivies par une foule d'ouvriers.
Il est inhumé dans la chapelle attenante à l'Église Notre-Dame-de-la-Salette de Paris.

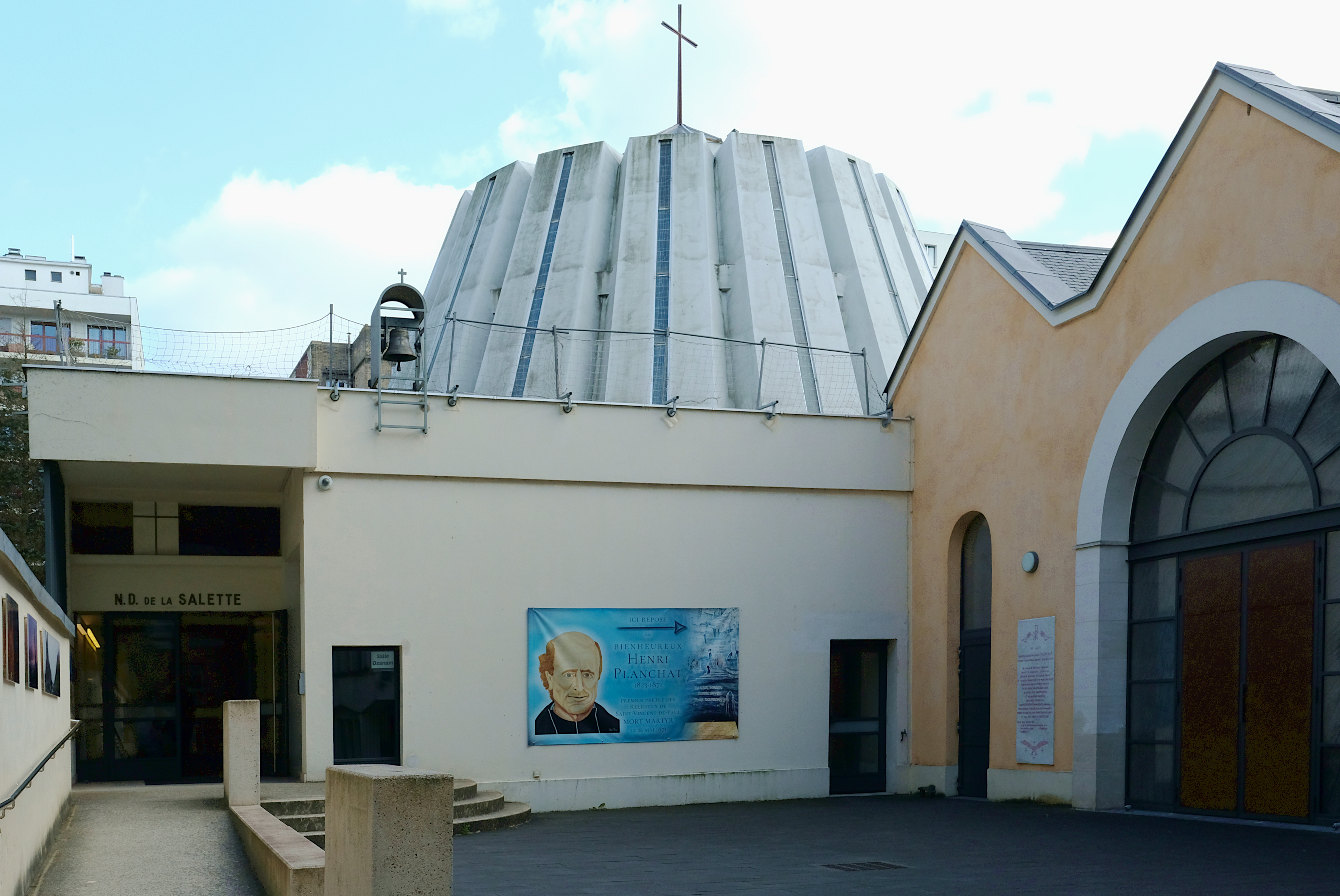
Entrée de l'église Notre-Dame-de-la-Salette de Paris.
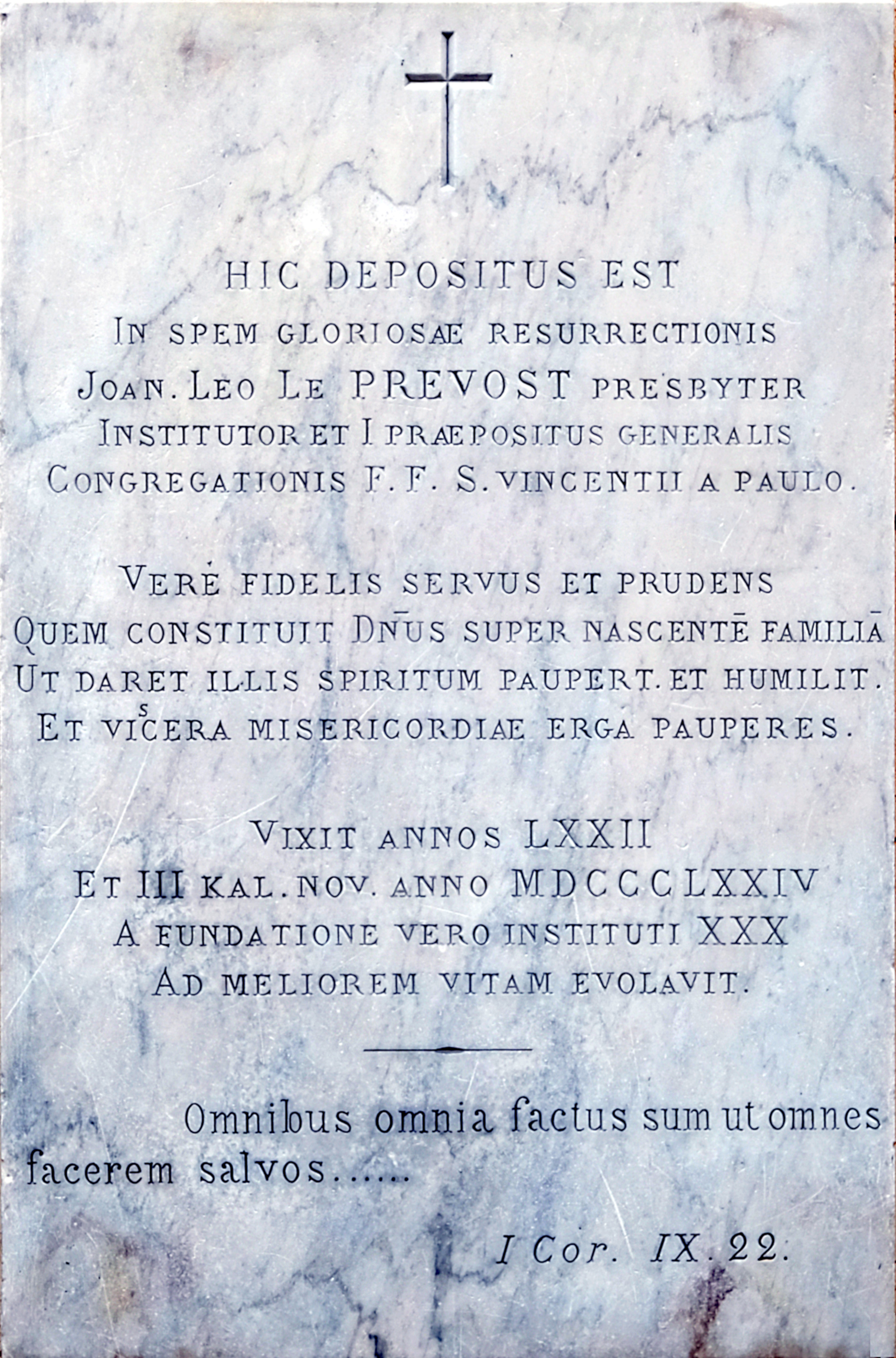
Plaque mortuaire honorant le vénérable Jean Léon le Prévost.

## Procès en Béatification
Son procès en béatification a été lancé dans le diocèse de Versailles en 1937 à la phase diocésaine. Celle-ci s'est conclue en 1943. Elle a été validée en 1988 par les autorités ecclésiastiques. Il a été déclaré Vénérable le 21 décembre 1998 par le Pape Jean-Paul II, lors de la reconnaissance de ses vertus héroïques. Mémoire le 30 octobre.

### Lire en ligne
- [lire en ligne]Vie de M. Le Prevost [microform] : fondateur de la congrégation des Frères de Saint-Vincent de Paul, 1803-1874. Précédée d'une lettre